# Paramount (Califórnia)
Paramount é uma cidade localizada no estado americano da Califórnia, no condado de Los Angeles. Foi incorporada em 30 de janeiro de 1957.

## Geografia
De acordo com o United States Census Bureau, a cidade tem uma área de 12,5 km², onde 12,2 km² estão cobertos por terra e 0,3 km² por água.

### Localidades na vizinhança
O diagrama seguinte representa as localidades num raio de 8 km ao redor de Paramount.

## Demografia
Segundo o censo nacional de 2010, a sua população é de 54 098 habitantes e sua densidade populacional é de 4 415,93 hab/km². Possui 14 571 residências, que resulta em uma densidade de 1 189,41 residências/km².